# بيتر بي. جيرمانو
بيتر بي. جيرمانو (بالإنجليزية: Peter B. Germano)‏ (17 مايو 1913، نيو بدفورد في الولايات المتحدة - 20 سبتمبر 1983 في الولايات المتحدة)؛ كاتب سيناريو وروائي أمريكي.

## روابط خارجية
- بيتر بي. جيرمانو على موقع IMDb (الإنجليزية)
- بيتر بي. جيرمانو على موقع قاعدة بيانات الفيلم (الإنجليزية)
- بيتر بي. جيرمانو على موقع كينوبويسك (الروسية)